# 列女仁智图
《列女仁智图》是东晋画家顾恺之，以绘画的方式传达了漢代的名儒家學者劉向，所寫《列女傳·仁智卷》中列女的故事。现存是宋人摹本，但仍保留了顾恺之过人的画技。现藏北京故宫博物院。

## 描述
列女仁智圖縱25.8釐米，橫417.8釐米。該卷本共收集15个烈女傳人物故事，但現存残本只有“楚武邓曼”、“许穆夫人”、“曹僖氏妻”、“孙叔敖母”、“晋伯宗妻”、“灵公夫人”、“晋羊叔姬”等七個故事得以完好保存。“齐灵仲子”、“晋范氏母”、“鲁漆室女”止存其半，剩餘五個則全部逸失。同時“鲁漆室女”之右半與“晋范氏母”之左半被錯誤地結合在了一起。
现存《列女仁智图》省掉背景平列人像的画法，使用汉代同类题材大多采用的画法——“平列构图布局法”。